# Hope Bridges Adams-Lehmann
Pour les articles homonymes, voir Bridges.
Hope Bridges Adams Lehmann, née le 17 décembre 1855 à Londres, morte le 10 octobre 1916 à Munich, est la première femme médecin en Allemagne, généraliste puis gynécologue, militante de la paix et aussi adepte de l'avortement légal en cas de danger pour la mère. Elle est considérée comme une pionnière du combat féministe.

## Biographie
Elle est la plus jeune fille de Williams Bridges Adams, journaliste et constructeur de chemin de fer anglais, et de sa troisième épouse Ellen.
Elle est élevée à Londres jusqu'au décès de son père. Sa mère décide alors de retourner en Allemagne, à Leipzig, d'où elle était originaire. La famille s'installe chez une tante, où elles sont un peu considérées comme des domestiques, en tout cas corvéables en contrepartie de leur hébergement.
Allant à l'encontre des souhaits de sa famille, elle entreprend des études de médecine. À l'époque, seuls les hommes pouvaient s'engager dans une telle voie, les femmes ne pouvaient qu'être infirmières ou sages-femmes.
Son père lui avait dit « Il faut se battre de toutes ses forces pour obtenir ce que l'on veut », c'est ainsi que sachant que, bien qu'étudiante en médecine, elle ne pourrait jamais obtenir son diplôme à cause de son sexe, et de son absence de baccalauréat, elle ira jusqu'à plaider sa cause auprès de la reine Augusta, qui intercédera en sa faveur. En 1880, elle sera la première femme à obtenir ce diplôme en Allemagne, mais il faudra attendre 1904 pour qu'il ne soit enfin reconnu par la profession.

### Mariage et installation
Elle se marie avec Otto Walter qu'elle a connu à la faculté de médecine. Ils ouvrent ensemble un cabinet à Francfort, dans lequel elle s'occupe des pauvres et déshérités, en pratiquant la médecine presque gratuitement, en s'insurgeant aussi contre le sort réservé aux femmes.
Ils ont ensemble une fille, Mara. Hope est sans cesse tiraillée entre son métier, son rôle d'épouse et de mère.

### Maladie
Atteinte de tuberculose, certainement contractée au cours de ses visites, elle est vouée à une mort certaine. Elle convainc son mari Otto de l'envoyer dans les montagnes de Bavière pour y suivre un traitement opposé à ce qui se fait alors.
Elle guérit au bout de quelques mois. Hope persuade alors son mari, Otto, d'ouvrir sur place un sanatorium pour y accueillir d'autres personnes atteintes de cette maladie ; l'établissement devient rapidement réputé, ils engagent un collaborateur efficace du nom de Carl Lehmann.

### Divorce et second mariage
Les relations de Hope et Otto devenues tendues, le couple divorce, et en 1890 la jeune femme se marie avec Carl Lehmann, militant révolutionnaire.
Ils s'installent à Munich au cœur de la Bavière ultra catholique, Hope travaille dans un hôpital et se bat pour l'avortement légal.

### Procès

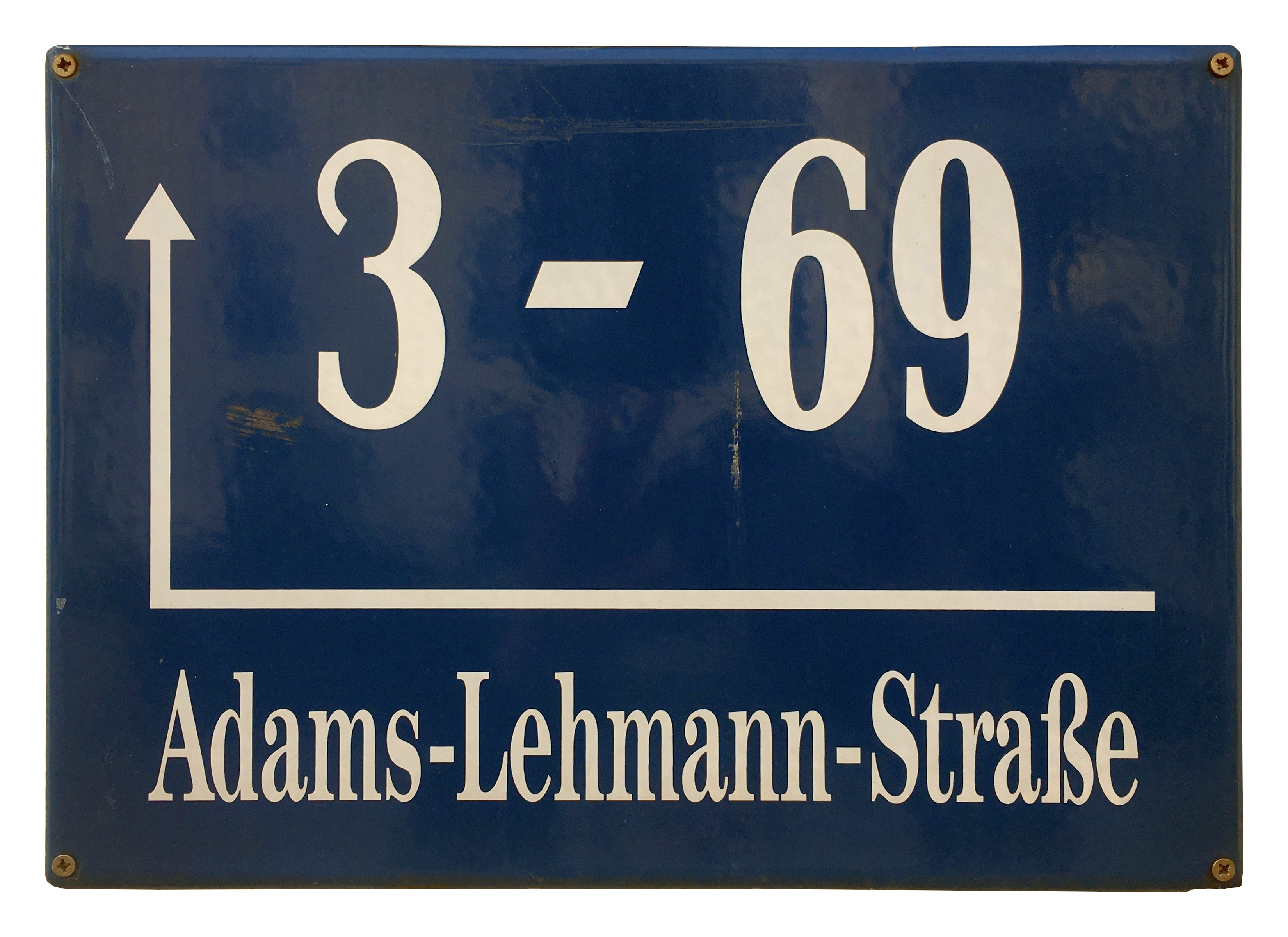
Rue "Adams-Lehmann-Straße" à Munich en Allemagne, nommé en 2004.

En 1896, elle publie un ouvrage Women's Book qui deviendra un best-seller, dans lequel elle prône le contrôle des naissances, la légalisation de l'avortement, le combat pour l'égalité des femmes, et l'accès à l'éducation pour tous.
En 1915, elle sera accusée d'avortement criminel et traduite devant la justice. Après de longs palabres, elle sera finalement acquittée.

## Filmographie
La vie de Hope Bridges Adams-Lehmann a fait l'objet d'un film de Martin Enlen en 2008, « Dr Hope – Eine Frau gibt nicht auf » (« Dr Hope – Le combat d’une femme »). Heike Makatsch y occupe le rôle principal. Ce film, constitué de deux parties d'environ 1 h 30, a été diffusé sur la ZDF, au festival du film de Munich le 3 juin 2009 et sur la chaîne Arte le 19 mars 2010, le 8 mars 2011 et le 29 mars 2013.

## Publications
- Hämoglobinausscheidung in der Niere. (Diss. med.) Bern 1880; Leipzig 1880.
- Mann und Weib, in: Die Neue Zeit 12 (1893–1894), S. 388–394.
- Das Weib in seiner Geschlechtsindividualität, in: Die Neue Zeit 15 (1896–1897), S. 741–750.
- Das Frauenbuch. Ein ärztlicher Ratgeber für die Frau in der Familie und bei Frauenkrankheiten. Bd. 1: Körperbau und Gesundheitspflege, Bd. 2: Krankenpflege. Süddeutsches Verlags-Institut, Stuttgart 1897; Auszug daraus: Eheglück! Die Hygiene des Geschlechtslebens (Geschlechtsverkehr – Unfruchtbarkeit – Verhütung der Empfängnis – Prostitution – Geschlechtskrankheiten) von einer praktischen Aerztin, Schwarz, Berlin o. J. [1899]
- Zur Psychologie der Frau, in: Die Neue Zeit 15 (1896–1897), S. 591–596.
- Die Frau vor der Wissenschaft, in: Die Neue Zeit 16 (1897–1898), S. 251–253.
- Der Säugling und seine Ernährung, in: Die Neue Zeit 16 (1897–1898), S. 781–789.
- Die Vorbereitung der Frau zur Lebensarbeit. Vortrag gehalten in der „Union für Frauenbestrebungen zu Zürich“, Schröter, Zürich/Leipzig 1899; niederl. Übersetzung: De voorbereiding der Vrouw tot haar levenstaak, Amsterdam o. J.
- Die sogenannte Naturheilkunde, in: Die Neue Zeit 17 (1898–1899), S. 115–117.
- Der Vegetarismus, in: Die Neue Zeit 17 (1898–1899), S. 364–368.
- Die Gesundheit im Haus. Eine ärztliche Anleitung. Süddeutsches Verlags-Institut, Stuttgart 1899.
- Das Weib und der Stier, in: Die Neue Zeit 19 (1900–1901), S. 4–14.
- Neue Geschlechtsbahnen, in: Socialistische Monatshefte 5 = 7 (1901), S. 863–867.
- Eine moderne Frau vor hundert Jahren, in: Die Neue Zeit 21 (1902–1903), S. 622–627.
- Die Arbeit der Frau, in: Sozialistische Monatshefte 9 = 11 (1905), H. 12, S. 1031–1037.
- Sexuelle Pädagogik, in: Sozialistische Monatshefte 11 = 13 (1907), S. 749–760.
- Das wilde Heer, in: Sozialistische Monatshefte 12 = 14 (1908), S. 1166–1172.
- Mutterschutz, in: Sozialistische Monatshefte 15 = 17 (1911), S. 1241–1245.
- Beruf und Ehe, in: Sozialistische Monatshefte 16 = 18 (1912), S. 1204–1208.